# خراج خلف البلعوم
خراج خلف البلعوم (بالإنجليزية: Retropharyngeal abscess)‏ هو تراكم مادة تقيحية في الحيز ما بين البلعوم والفقرات العنقية. وينتج عادة من تقيح العقد اللمفاوية خلف البلعوم في المرضى المصابين بعداوى السبيل التنفسي العلوي أو انثقاب البلعوم أو إصابة في الرأس والرقبة. ويمكن أن يؤدي هذا الخراج إلى حالة طارئة يمكن أن تهدد حياة المريض وهي انسداد المسلك الهوائي. وتحدث الوفاة عادة نتيجة اختناق المريض بدون تلقيه العلاج المناسب في أسرع وقت.

## الأسباب والتشخيص
السبب المعتاد لهذا المرض هو عدوى بكتيرية منشؤها البلعوم الأنفي أو اللوز أو الجيوب الأنفية أو اللوز البلعومية أو الأذن الوسطى. وقد تنتج من تلوث جرح ناتج عن اختراق جسم غريب للحلق. وتشخص الحالة باستخدام الأشعة السينية (دقة 80%) التي تظهر تورم الحيز البلعومي الخلفي. ويمكن استخدام التصوير الطبقي المحوسب (دقة 100%)[بحاجة لمصدر].

## العلاج
يجب نزح الخراج عادة عن طريق الجراحة. يجب عمل أيضًا فغر الرغامي لمنع انسداد السبيل الهوائي. ويُعالج المريض باستخدام مضادات حيوية مناسبة.